# Káhirská geníza

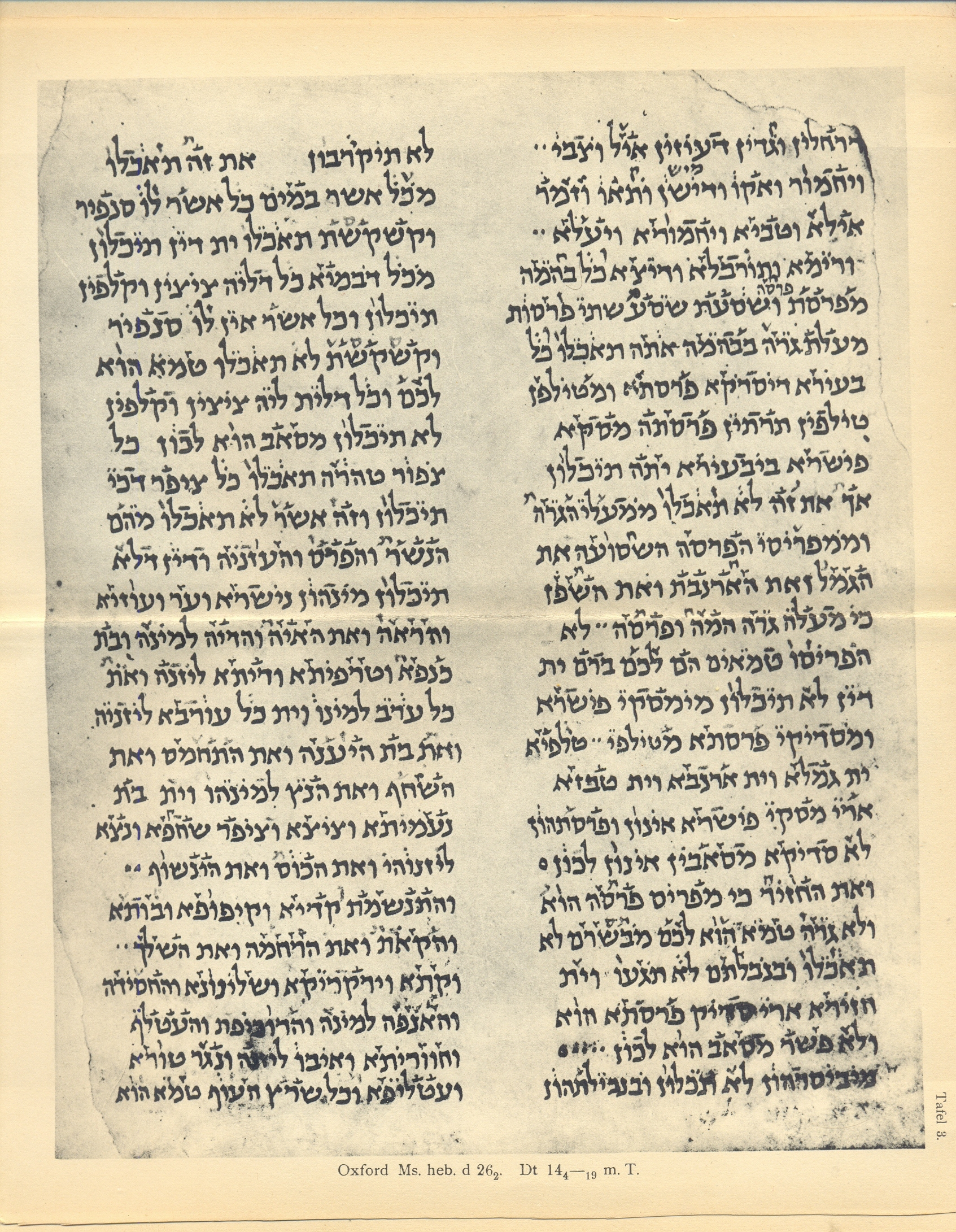
dokument s babylonskou vokalizací

Káhirská geníza je soubor 300 000 fragmentů židovských manuskript, které byly nalezeny v bývalé geníze (skladišti) synagogy Ben Ezry v Káhiře. Do 9. století zde stál kostel sv. Michala, poté geníza, která přestala časem plnit svůj úkol a byla zazděna. Objevena byla koncem 19. století spolu s rukopisy. Nejstarší texty pocházejí z 5. století př. Kr. Nálezy umožňují sledovat vznik vokalizovaných textů. Jsou rozptýleny do mnoha knihoven např. v Cambridge a Manchesteru.